# Parafia św. Maksymiliana Marii Kolbe w Gorzowie Wielkopolskim
Parafia św. Maksymiliana Marii Kolbe w Gorzowie Wielkopolskim – rzymskokatolicka parafia, położona w dekanacie Gorzów Wielkopolski – Katedra, diecezji zielonogórsko-gorzowskiej, metropolii szczecińsko-kamieńskiej w Polsce, erygowana 25 grudnia 1984. Obsługują ją księża diecezjalni.